# Енциклопедія
Енциклопе́дія (лат. encyclopaedia від дав.-гр. ἐγκύκλιος παιδεία — «круг наук», дав.-гр. κύκλος — коло і дав.-гр. παιδεία — навчання, наука) — «коло наук», сукупність наукових знань з широкого кола питань. У широкому розумінні — збірка наукових відомостей і довідок на різні теми, призначена для широкого кола читачів.

Насправді, мета енциклопедії — зібрати знання, розсіяні світом, привести їх у систему, зрозумілу для людей, що нині живуть, і передати тим, хто прийде після нас, з тим, щоб праця попередніх століть не стала марною для століть наступних, і щоб наші нащадки, збагачені знаннями, стали добрішими і щасливішими, і щоб ми не канули у вічність, не зумівши послужити майбутнім поколінням.
Оригінальний текст (фр.)
[
En effet, le but d’une Encyclopédie est de rassembler les connoissances éparses sur la surface de la terre ; d’en exposer le système général aux hommes avec qui nous vivons, & de le transmettre aux hommes qui viendront après nous ; afin que les travaux des siecles passés n’aient pas été des travaux inutiles pour les siecles qui succéderont ; que nos neveux, devenant plus instruits, deviennent en même tems plus vertueux & plus heureux, & que nous ne mourions pas sans avoir bien mérité du genre humain. // L’Encyclopédie, 1re éd., 1751, стаття Encyclopédie (Tome 5, pp. 635-648A)] Помилка: [undefined] Помилка: {{Lang}}: немає тексту (допомога): текст вже має курсивний шрифт (допомога)
— Дені Дідро

## Етимологія
Слово «енциклопедія» — запозичення з французької мови; фр. encyclopédie походить від пізньолатинського encyclopaedĩa, утвореного з грецького ἐγκύκλιος παιδεία, буквально «круг наук», що складається з прикметника ἐγκύκλιος «круговий, циклічний» та іменника παιδεία «наука, навчання, виховання».

## Поняття
Первісно слово «енциклопедія» означало сукупність знань, які слід було засвоїти у середньовічній педагогіці. Слово набуло сучасного значення після того, як у XVI ст. з'явились книжки, у яких були зібрані відомі на той час знання з різних галузей науки. Їх і назвали енциклопедіями.
Енциклопедист — людина, що відрізняється енциклопедизмом знань чи діяльності; освічена людина, що має різносторонні знання з областей багатьох наук. В історії, людина, що належала до групи провідних мислителів, що об'єдналися навколо «Енциклопедії», яку видавали в кінці 18 століття у Франції Дідро та Д'Аламбер.
Циклопе́дія нова латина cyclopaedia (дав.-гр. κύκλιος παιδεία — «кругове навчання») — рідкісний варіант того ж терміну.

## Метод організації
Енциклопедія як жанр наукової або науково-популярної довідкової літератури має певні особливості. Популярність викладу, розрахована на широке коло читачів, має поєднуватися з науковою чіткістю та логікою викладання матеріалу. Неприпустиме недбале, наближене, однобічне висвітлення явищ і фактів.
Цим енциклопедії відрізняються від інших видів наукових видань, у яких такі матеріали можуть наводитися в авторській концепції. Мові енциклопедії властиві стислість, чіткість, лаконічність формулювань, уникнення вузькофахових термінів, професійних жаргонізмів, розмовних і просторічних слів, вставних слів і зворотів, емоційно забарвлених оцінок, надмірної кількості скорочень.

## Види енциклопедій

### За розміром
Енциклопедії залежно від обсягу умовно поділяють на великі (понад 12 томів), малі (7—12 томів), короткі (4—6 томів) та 1—3-томні, які переважно називають енциклопедичними словниками або довідниками.

### За способом організації
Спосіб організації енциклопедії важливий для зручності її використання як довідкової літератури. Історично склалося два основних способи організації енциклопедії: алфавітний та ієрархічний.
- Алфавітна (або алфавітно-словникова, або просто словникова) організація заснована на розташуванні окремих не пов'язаних між собою статей в алфавітному порядку назв їх предмета. Енциклопедії, в яких статті впорядковані за словами і словосполученнями, називаються енциклопедичними словниками, наприклад, 82-томний Енциклопедичний словник Брокгауза і Ефрона. Різновидом енциклопедій є також енциклопедичні довідники, в яких статті представлені в гранично стислій формі.
- Системна (або логічно-тематична, ієрархічна) організація. Крім того, існують енциклопедії, в яких статті впорядковані за галузями знань.

Існують і енциклопедії змішаного типу, наприклад, більша частина Великої радянської енциклопедії побудована як енциклопедичний словник, але том «СРСР» побудований за логічно-тематичним (ієрархічним) принципом.
Сучасні засоби накопичення та обміну інформацією створюють все нові способи для збору, перевірки, обробки та подання інформації. Такі проєкти, як Вікіпедія, є прикладом нових форм енциклопедії, в яких доповнення і вилучення інформації гранично спрощено. Онлайнові енциклопедії полегшують пошук інформації, наприклад, дозволяють шукати за ключовими словами.

### За призначенням
Енциклопедії поділяються на універсальні (наприклад, «Велика радянська енциклопедія», «Британіка», «Вікіпедія»), галузеві («Енциклопедія кібернетики», Гірнича енциклопедія, «Енциклопедія українознавства»), регіональні («Енциклопедія Львова»), проблемні, персональні.
Великі й малі енциклопедії, як правило, належать до універсальних, оскільки містять інформацію з усіх галузей науки та практичної діяльності людини; короткі енциклопедії та енциклопедичні словники — до галузевих енциклопедичних видань, тобто таких, що охоплюють певну галузь науки та практичної діяльності.
Універсальна енциклопедія — енциклопедія, яка охоплює все коло знань про світ і людину. Прообразом такої енциклопедії може служити складена Плінієм Старшим для імператора Тита «Природнича історія».

## Енциклопедія у навчальному процесі
Енциклопедія є довідковим виданням зведення основних відомостей з однієї чи всіх галузей знання та практичної діяльності, викладених у коротких статтях, розташованих за абеткою їхніх назв або в систематичному порядку. Енциклопедія є видом навчальної літератури, офіційне підтвердження доцільності їх використання у навчально-виховному процесі в дошкільних, загальноосвітніх, позашкільних, професійно-технічних навчальних закладах України реалізується через процедуру надання відповідного грифа: «Рекомендовано Міністерством освіти і науки України».

## Енциклопедична стаття
Енциклопедична стаття — основна структурна одиниця енциклопедії. Складається із заголовка, дефінітивної частини (загальне коротке логічне та науково точне визначення реалії, події, поняття тощо, у якому відображено найістотніші її риси) й текстової частини, в якій інформацію про поняття удокладнено. Окрім цього, енциклопедична стаття може містити й інші структурні елементи — ілюстративні (фотографії, малюнки) і графічні (таблиці, схеми, діаграми), бібліографії тощо.
Відомості в енциклопедичній статті відрізняються точністю і довідковим характером. Форма подачі матеріалу коротка і вибудувана за певним планом. Виділяють різні типи статей: статті-огляди, статті-довідки, статті-тлумачення, що відрізняються обсягом розкриття теми.
Відзначають композиційну оформленість енциклопедичних статей, текстів, збудованих за змістовним планом. Відзначають цілісність текстів енциклопедичних статей, наявність у них інформаційної структури. Факти для статей підлягають відбору: випадкові, приватні та застарілі відомості в них не включаються.
Статті в енциклопедіях поділяються на кілька типів: статті-огляди, статті-довідки, статті-тлумачення і статті-посилання (відсилають користувача до іншого терміна). 
Статті-огляди та статті-довідки, що різняться лише обсягом, є визначальними для енциклопедії; вони містять основну інформацію з розглядуваного питання: виклад наукової теорії, хронологію історичних подій, географічні, біографічні, статистичні відомості тощо.
Статті-тлумачення містять лише дефініції, а в разі запозичення слова з іншої мови — його етимологію.

## Особливості створення та видання
Виданню енциклопедії передує розробка тематичного плану (розподілу загального обсягу статей за їхніми типами та дисциплінами) і сло́вника (повного переліку термінів, які увійдуть до видання). Крім того, науково-редакційна рада видавництва разом із редакційною колегією відповідної енциклопедії розробляють методичні рекомендації з підготовки статей та пам'ятку автора статті, примірники яких передають кожному авторові.
Отже, створення енциклопедичного видання високого наукового рівня потребує не тільки залучення широкого кола визначних авторів-учених, а й редакційного колективу високої кваліфікації, який має багаторічний досвід роботи зі створення подібних видань.
Енциклопедія надто специфічний жанр, і не кожний автор володіє потрібним для написання відповідної статті стилем. Ось чому під час створення енциклопедії гостро постає проблема добору авторів. І навіть якщо автор — досвідчений фахівець, серйозне втручання редактора в оригінал буває інколи неминучим. Редактор енциклопедії повинен добре знатися на певній науковій тематиці, вміти працювати з автором, виявляти неослабну пильність впродовж усієї роботи над виданням.
Енциклопедії мають бути акумуляторами знань і відрізнятися від інших довідкових видань науковою достовірністю, ґрунтовністю, вивіреністю інформації, певною мірою «бездискусійністю».

## Історія

### Перші енциклопедії
Хоча сам термін «енциклопедія» увійшов у побут тільки в XVI столітті, енциклопедичні праці відомі з давніх часів. Термінологічні словники складалися вже в Давньому Єгипті в період Середнього царства (2 тисячоліття до н. е.). Збірки знань складалися і в Стародавньому Китаї (XII століття до н. е. — X століття до н. е.). Енциклопедії були популярні в християнському світі в період раннього Середньовіччя: на заході прикладом можуть служити твори Ісидора Севільського, на сході — візантійський словник «Суда». Найбільша праця Ісидора «Етимології» є енциклопедією тодішніх знань, взятих переважно з античності. У 20 розділах своєї книги Ісидор виклав відомості з граматики, риторики, математики, медицини, історії, права, космології, теології, агрономії, зоології та інших галузей знань. Книга мала надзвичайну популярність в середні віки: до нашого часу збереглися понад тисячу її рукописних примірників. Крім того, Ісидор Севільський є автором численних праць з природознавства, граматики, теології, історії. Для історії церкви надзвичайно важлива його «Книга канонів», у котрій зібрані постанови соборів, що проходили в усьому християнському світі в античності і з початком Середньовіччя. Він написав дві хроніки, у яких коротко виклав історію від створення світу. Найціннішими з його історичних творів є «Історія готів, вандалів, і свевів».
Візантійський словник «Суда» являє щось середнє між звичайними в Візантії лексиконами, в яких наведено лише слова з похідними формами, і енциклопедіями у сучасному уявленні . Філологічний матеріал (граматика, лексика, історія та література) переважає у Суді. Філософія, природна історія і географія представлені слабше. Особливо цінні біографічні та історико-літературні статті, що частково компенсують численні прогалини в античній літературі і роблять словник незамінним посібником для історика та філолога. Питання про джерела, якими користувався автор, представляється досить складним. Словник складено лише частково на підставі самостійних досліджень. Частіше автор слідував звичайному тоді методу запозичень та компіляцій. Найбільше матеріалу Суда включила зі словників Гарпократіона і Гелладія, збірки схолій Сіммаха, історичної компіляції Костянтина Багрянородного (для ранніх епох) і хроніка Георгія Амартола (Монаха) (для пізніх). Біографічні та історико-літературні статті запозичені, головним чином, зі скороченої переробки «Ономатолога» Ісіхія Мілетського. Для граматичної частини, автор вдавався до самостійних досліджень в античній літературі, оскільки візантійські лексикографи обмежувались невеликим числом авторів, у той час як автор Суди прагнув представити у своїй праці всі віки і всі роди літератури. Водночас частково використані роботи Луція Юлія Вестіна. Словник містить деякі недоліки. Відсутність методу та історичної критики, а також часта плутанина імен та речей, ще збільшена пізнішими інтерполяціями, робить користування словником досить важким. Наприклад, відомий давньогрецький логограф Ферекід, званий і Леросським, і Афінським описується як дві особи окремо. Саме розташування статей значно ускладнює читання сучасному вченому, який звик до алфавітного порядку. У словнику Суда проведена звичайна на той час антистихічна система, заснована на вимові. Наприклад, після літери «ξ» поміщені статті на «ει», «η» та «ι», бо ει та η у грецькій мові вимовляються як звук «i».
У зрілий період Середньовіччя на заході Європи склалося кілька видів енциклопедичних праць: зерцала (лат. speculum), компендіуми (compedium), суми (summae), які служили переважно навчальними посібниками для студентів «нижчих» загальноосвітніх факультетів університетів. Прикладом може служити праця домініканського ченця Вінсента з Бове середина XIII століття) «Bibliotheca Mundi» («Всесвітня бібліотека»), інакше «Велике зерцало» (лат. Speculum majus). Енциклопедія складається з 4 частин:
- Зерцало природне (Speculum naturale)
- Зерцало віронавчальне (Speculum doctrinale)
- Зерцало історичне (Speculum historiale)
- Зерцало моральне (Speculum morale)

Енциклопедія містила багато інформації з філософії, історії, природничих наук. У ній коментувалися уривки з античних авторів, богословські труди. В цілому «Велике зерцало» являє собою систематизацію знань того часу з різних питань. Написана латиною, складається з 80 книг і 9885 глав. Це найзначніша енциклопедія Середньовіччя.
У першій частині розглядається широке коло природничих дисциплін — астрономія, алхімія, біологія тощо.  у другій ідеться пробогословські питання; у третій розглядається історія людства від створення світу до 1254 року; в четвертій — піднімаються питання моральності та моралі.
Енциклопедія була перекладена на безліч мов і мала великий вплив та авторитет протягом декількох століть.
Великий поштовх енциклопедична культура отримала в епоху Ренесансу в XIV-XVI століттях, в тому числі завдяки винаходу книгодрукування Йоганном Гутенбергом. У XVI-XVII століттях з'являється термін «енциклопедія» (а також «циклопедія») в його сучасному значенні.

### Томас з Кантімпри «Про природу речей» (1230—1245)
«Liber Rerum Natura» (Про Природу речей) було написана фламандським католицьким священиком Томасом з Кантімпри (1201—1272) між 1230 та 1245 роками. У цій енциклопедії Томас підсумовує фізичні знання його часу. Він описує людей, тваринне царство, флору, каміння, Метали, астрономічні явища, явища погоди й казкові істоти, які населяють регіони невідомої природи. Він використовував ці міфічні істоти, щоб зробити моральні зауваження для напоумлення. Все це мало бути вступом до фізичного і духовного буття людини. Ця енциклопедія складалася з двадцяти книг на наступні теми:
- 1. Анатомія людського тіла
- 2. Серце
- 3. Жахливі чоловіки з Сходу
- 4. Тварини, (чотириногі)
- 5. Птахи
- 6. Морські чудовища
- 7. Риби
- 8. Змії
- 9. черв'яки, (комахи)
- 10. Дерева
- 11. Ароматичні і лікарські дерева
- 12. Властивості ароматичних і лікувальних рослин
- 13. Влада і джерела (письменники)
- 14. Дорогоцінні камені
- 15. Сім металів
- 16. Сім небесних сфер
- 17. Сфери в Землі і сім планет
- 18. Рух повітря, (погода і вітер)
- 19. Чотири елементи
- 20. Екліптика і рух небесних тіл.

Написану латинською мовою енциклопедію Томаса використовували як основу пізніші енциклопедії.

### Енциклопедії XVII—XIX століття

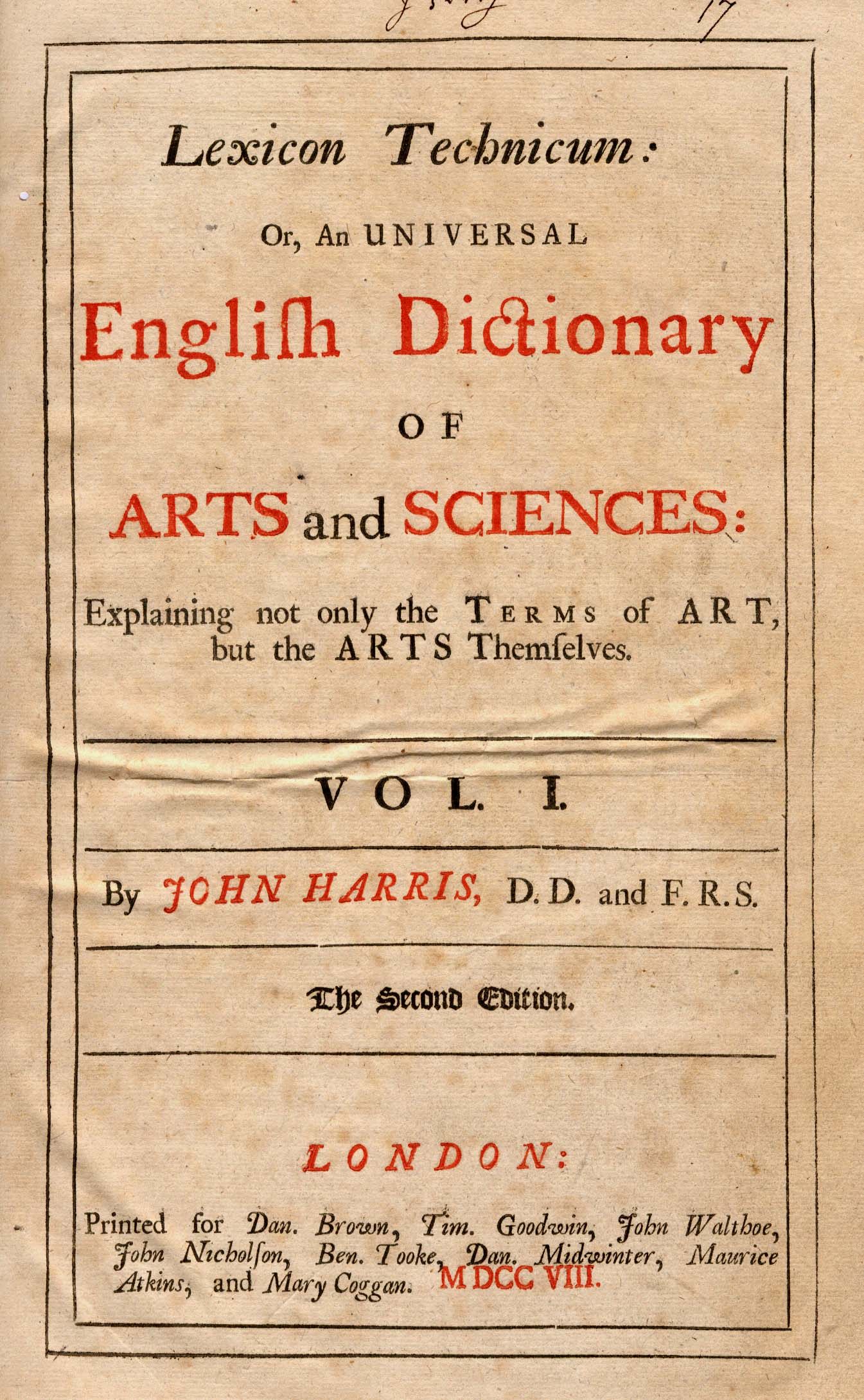
Лексикон Технікум Харріса, титульна сторінка другого видання, 1708 р.

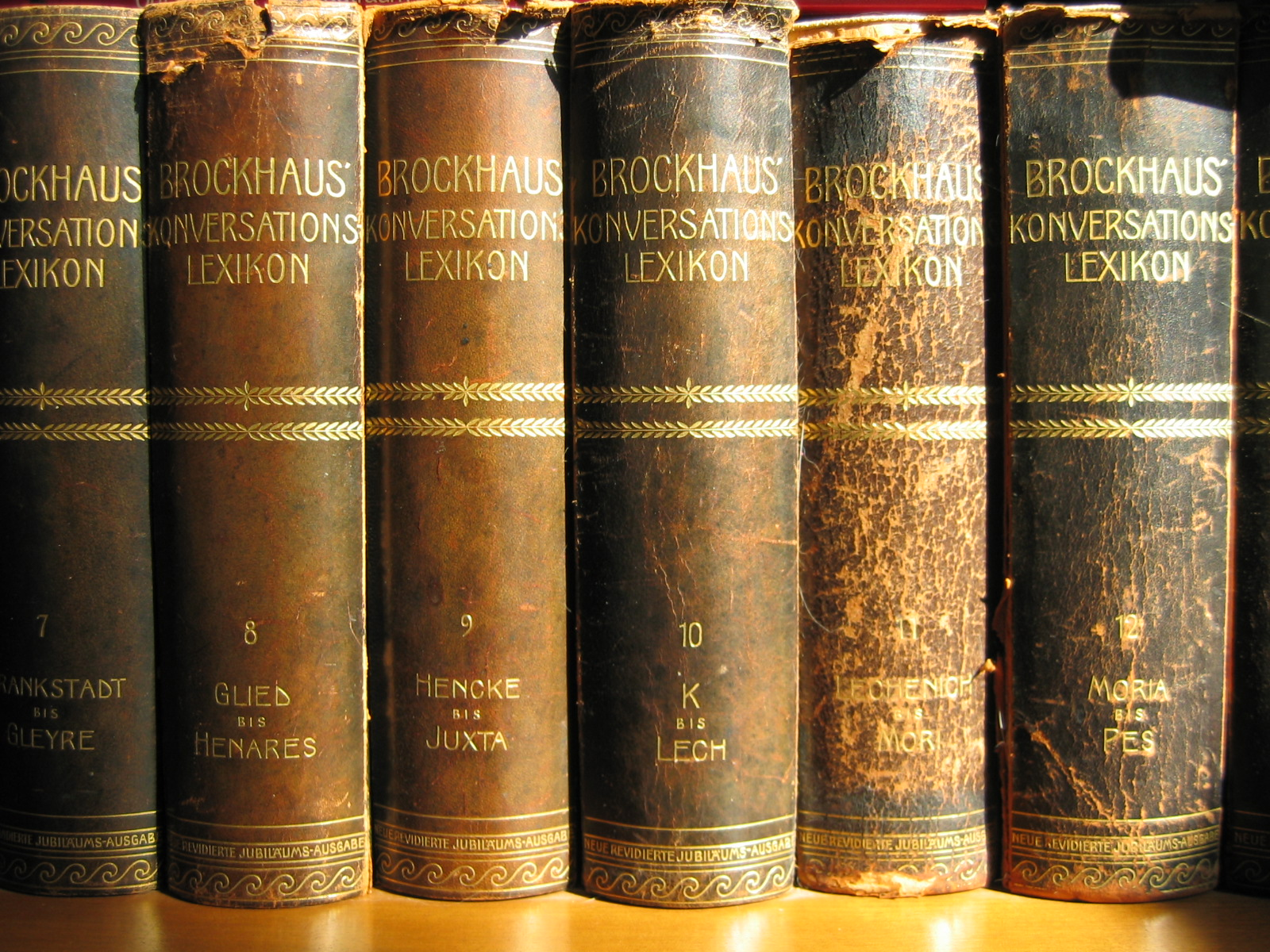
Енциклопедичний словник Брокгауза

Хоча сама ідея універсальної і загальнодоступної енциклопедії з'явилася ще до XVIII ст., Циклопедія або універсальний словник наук і мистецтв Е. Чемберса (1728), «Енциклопедія, або Тлумачний словник науки, мистецтва й ремесел» Дідро і д'Аламбера (початок випуску 1751), а також Енциклопедія Британіка, Енциклопедія Брокгауз та інші енциклопедії того часу були першими серед тих, що мали цілком сучасний вигляд, звичний для нас. Статті у цих виданнях були одночасно доступними за стилем викладу та глибокими за змістом, систематично розташованими в передбачуваному порядку. Однак, навіть у найбільш ранньої з них, енциклопедії Чемберса 1728 року, був попередник, Лексикон Технікум Джона Гарріса (1704), який також за змістом та назвою був «Універсальним англійським словником мистецтв і наук, що тлумачить не тільки терміни мистецтв, а й самі мистецтва».
Вже в епоху французького Ренесансу енциклопедії прагнули описати не настільки кожен факт, відомий людству, як знання найнеобхіднішого, а необхідність оцінювалася за різними критеріями, внаслідок чого енциклопедії значно відрізнялися за своїм обсягом. Серед них були, наприклад, енциклопедії про моральні норми. Великий вплив на європейський енциклопедизм мала популярна свого часу робота англійського лікаря і філософа Томаса Броуна Псевдодоксія епідеміка або Помилки і вульгаризми (1646), що витримала до 1672 року п'ять видань і була перекладена латиною, французькою, німецькою та голландською мовами. У передмові автор вже називав її енциклопедією і ставив перед собою мету розвіяти помилки та забобони своєї епохи. Ця праця була, однак, викладена ще не в алфавітному, а у традиційному ще для Середньовіччя ієрархічному порядку і систематизував окремо мінерали, рослини, тварин, світ людини, небесні світила й космологічні уявлення.
Найпоширеніший у наш час алфавітний порядок, мабуть, вперше застосував Джон Гарріс в енциклопедії Лексикон Технікум. Сам Ньютон опублікував у другому томі Лексикону, що вийшов 1710 року, свою єдину статтю з хімії. Енциклопедія Гарріса була, переважно, присвячена науці, але в тому розумінні, яке існувало на початок XVIII ст., і який у наш час назвали б наукою і технологією. Утім, значна кількість статей стосувалося гуманітарних наук, образотворчого мистецтва, законодавства, комерції, музики та геральдики. Порівняно невеликий за обсягом, близько 1200 сторінок, Лексикон можна назвати швидше енциклопедичним словником, ніж енциклопедією в сучасному розумінні цього слова. Сам Гарріс вважав його словником; справді, це один з перших технічних словників всіх часів і народів.

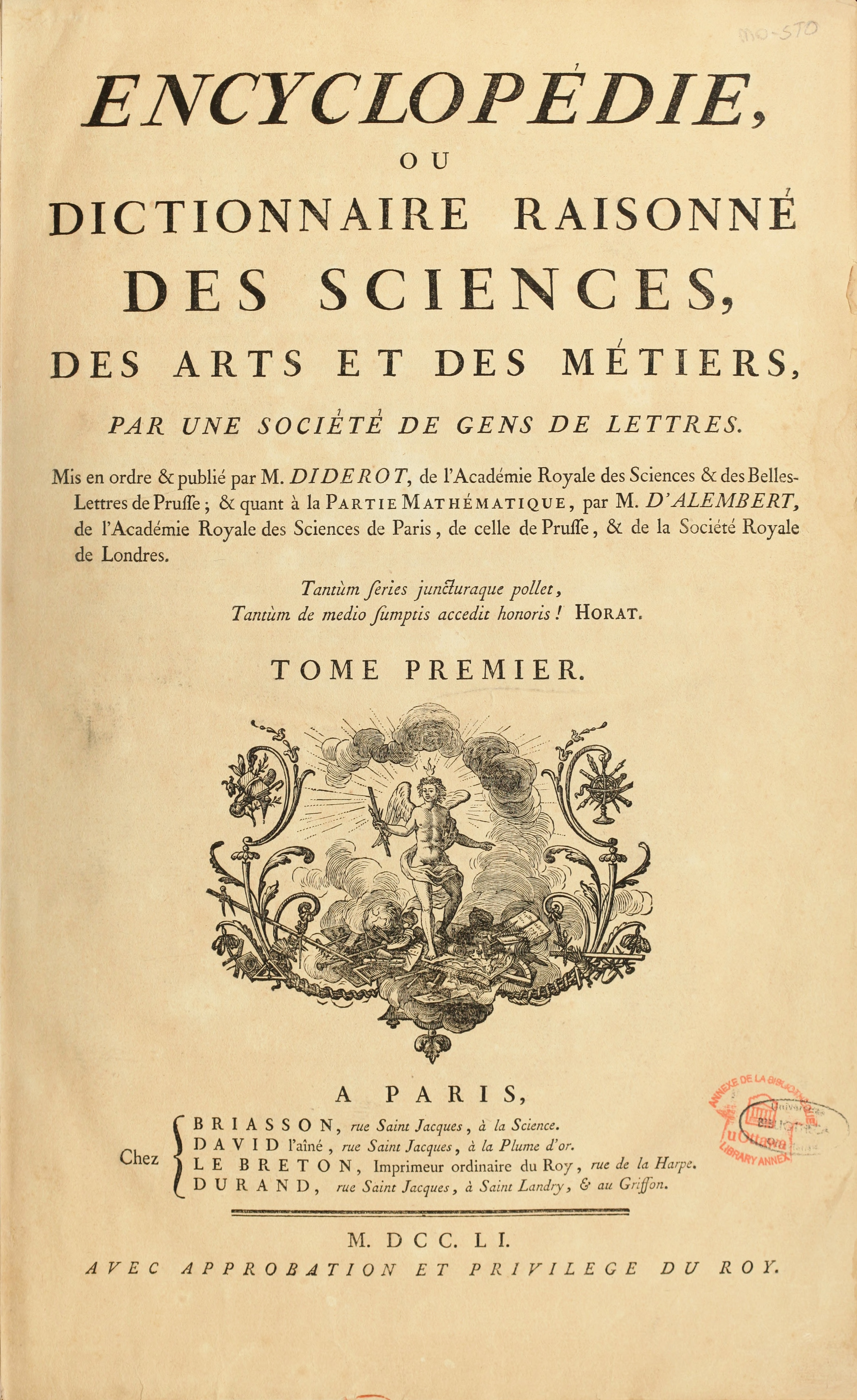
«Енциклопедія, або Тлумачний словник науки, мистецтва й ремесел», 1773

Двотомна Циклопедія Чемберса крім алфавітного порядку ввела ще одне нововведення: внутрішні посилання з одних статей на інші. Її французьким перекладом надихалися автори найвідомішої нині енциклопедії XVIII століття, що мала значний вплив на культурне і політичне життя Європи напередодні французької революції.
«Енциклопедія, або Тлумачний словник науки, мистецтва й ремесел» («Encyclopédie ou dictionnaire raisonné des sciences, des arts et des métiers») за редакції Дідро і д'Аламбера видавалася з 1751 по 1772 рік і вийшла у 28 томах, над ще 7 томами допоміжних матеріалів, опублікованих до 1780, працювали інші редактори. Історичне значення саме цієї енциклопедії зумовлене тим, що вона містила систематичний огляд ідей французького Просвітництва, викладений самими просвітителями, прозваних свого часу какуаками, на чолі з Дідро.
Дідро виклав свої погляди на те, якою має бути енциклопедія, у статті з однойменною назвою. На його думку, досконала енциклопедія повинна бути чимось більшим, ніж сума її складових частин. «Навіть якщо б аналітичний словник наук і мистецтв був лише методичною комбінацією своїх окремих елементів, я все ж запитав би, хто відповідає за підбір цих елементів?» Дідро вважав, що енциклопедія повинна встановлювати зв'язки між поняттями. Розуміючи, що весь масив людських знань неможливо викласти в одній роботі, він все ж вважав, що в ній можна, принаймні, показати взаємозалежність між ними.
Французька Енциклопедія, у свою чергу, стала надихаючим прикладом для створення знаменитої«Британської енциклопедії» або Британіки. Її початок в Шотландії 1768—1771 рр. був скромним: у той час вона складалася з усього трьох томів і 2391 сторінок. Але коли до 1797 р. було завершено її третє видання, Британіка складалася вже з 18 томів, а серед її авторів були найавторитетніші вчені свого часу.
У Німеччині в 1732—1754 рр. була видана найоб'ємніша енциклопедія XVIII століття — «Великий повний універсальний лексикон всіх наук і мистецтв» («Grosses vollstandiges Universal-Lexikon aller Wissenschaften und Kunste», 68 томів, 750 тис. статей), випущена в Лейпцигу І. Г. Цедлером. У порівнянні з ним Енциклопедичний словник Ф. А. Брокгауза, також вперше виданий в Лейпцигу німецькою мовою у 1796—1808 рр., був зовсім невеликим, всього шість томів. Скорочення обсягу в порівнянні з попередніми енциклопедіями пояснювалося міркуваннями доступності для розуміння. Енциклопедія не ставила собі за мету замінити підручники, а лише популярно і без надмірних подробиць викласти результати досліджень і відкриттів того часу. Такий підхід, прямо протилежний стилю Британіки, був згодом перейнятий більшістю енциклопедій XIX століття як у Європі, так і в Сполучених Штатах.
У XIX столітті важливу роль зіграли німецький «Великий енциклопедичний словник Мейєра» (1839–1852, 46 томів, згодом ще 6 додаткових), французький Великий універсальний словник XIX століття (Grand dictionnaire universel du XIXe siècle, 17 томів з додатками, видані в 1866—1890 рр.) та англійська «Пенні Циклопедія», випуски якої виходили щотижня і коштували всього пенні кожен. Таке видання мало попит в епоху широкого поширення середньої освіти. Доступні за ціною енциклопедії широко видавалися і в XX столітті.
До кінця XIX століття власні національні енциклопедії з'явилися в Італії, Австрії, Польщі, Данії, Швеції, Португалії, Нідерландах, Чехії, а також в Австралії і США.

### Енциклопедії XX століття
Найвідомішою енциклопедією XX століття стала «Британська енциклопедія», права на яку належать американським видавцям. 1985 року вийшло 16-е видання, що включає 32 томи.

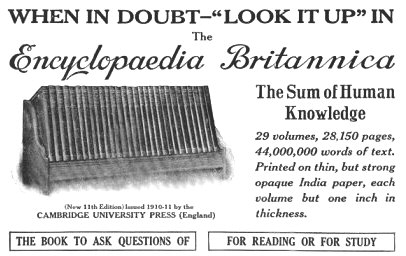
1913. Рекламний плакат для 11 видання Британіки

Поряд з традиційними енциклопедіями з'являються енциклопедичні словники школяра.
У 90-х роках XX століття з розвитком мультимедійних технологій з'явилися електронні енциклопедії на компакт-дисках. Комп'ютерні технології істотно змінили характер доступу до енциклопедичних даних — пошук статей став практично миттєвим, з'явилася можливість вставляти в статті не тільки якісні фотографії, але і звукові фрагменти, відео, анімацію. Найбільш значущим стало видання в 1993 «Encarta» американською корпорацією Майкрософт, і у 1994 електронної версії «Британіки».

### Вільна енциклопедія— Вікіпедія
З розвитком інтернет-технологій стала можливою поява Вікіпедії — енциклопедії, яка створюється та редагується усіма охочими. Попри вседоступність, в тому числі і для деструктивного впливу, за охопленням Вікіпедія (англійська версія містить понад 4 мільйони 184 тисяч статей на 14 березня 2013 року), як мінімум, не поступається всесвітньо відомим виданням.
Як інтернет-довідник Вікіпедія є найбільшою (з 2007 року, до того часу найбільшою енциклопедією була Енциклопедія Юнле) і найпопулярнішою серед подібних ресурсів. За обсягом відомостей і тематикою Вікіпедія вважається найповнішою енциклопедією, яка коли-небудь створювалася за всю історію людства. Однією з переваг Вікіпедії є можливість представлення інформації рідною мовою.
Засновники Вікіпедії — Ларрі Сенгер і Джиммі Вейлз. Офіційне відкриття відбулося 15 січня 2001 року.

### Енциклопедія у Науковій Фантастиці
Це все і є моя програма, на яку вже працюють тридцять тисяч чоловіків із дружинами та дітьми – вони присвятили себе підготовці Галактичної Енциклопедії. Вони не встигнуть закінчити цю колосальну працю за життя, а я навіть не доживу до дійсного початку своєї програми. Але на той час, коли Трантор буде знищено, Енциклопедія буде закінчена, і її екземпляри опиняться у всіх великих бібліотеках Галактики.
— Айзек Азімов, Фундація

## Українські енциклопедії

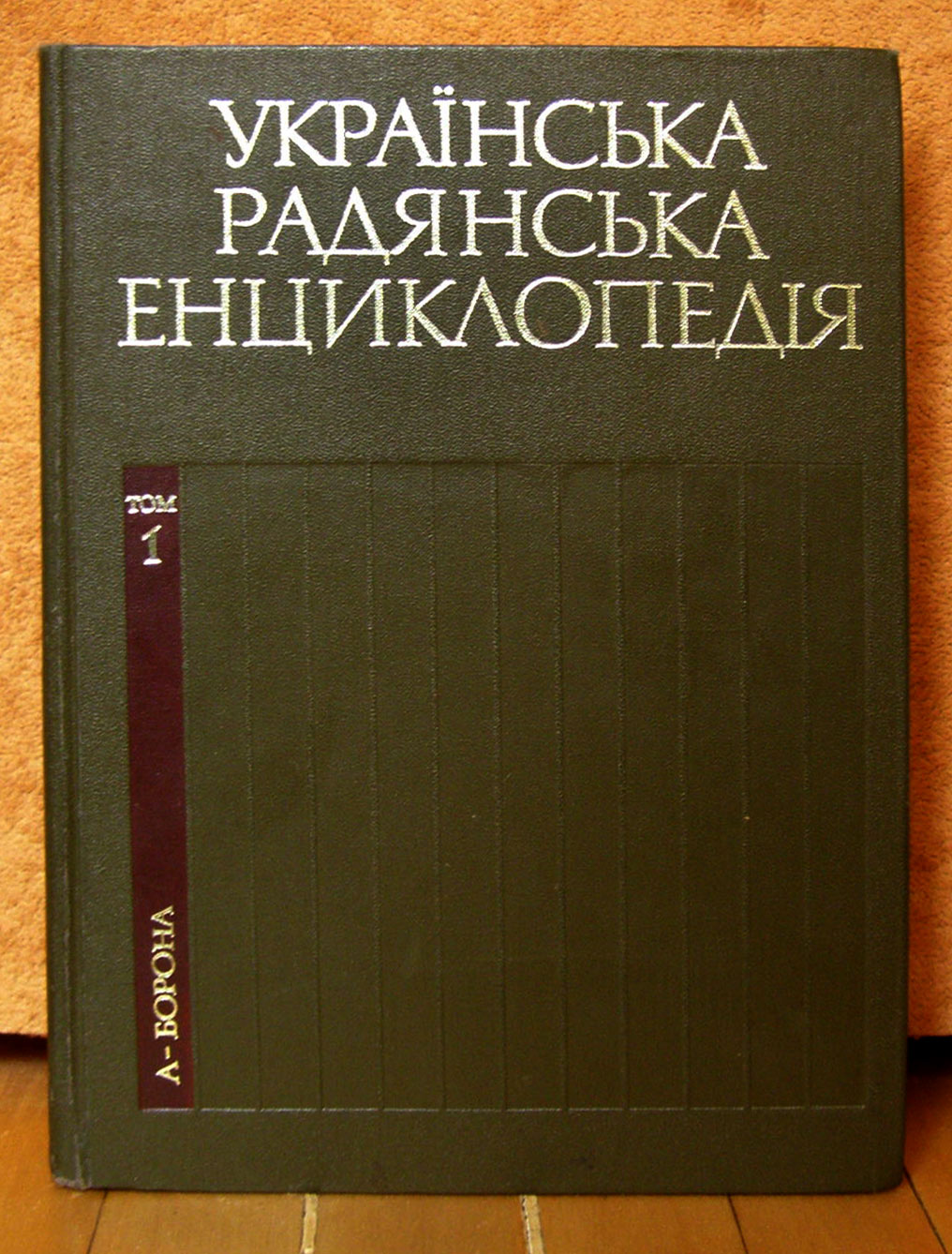
Українська радянська енциклопедія, друге видання, I том

Обкладинка першого тому репринтного видання «Енциклопедії українознавства», Львів, 1993 рік

На українських землях першим рукописом, що мав характер енциклопедичного змісту, був переписаний у Києві «Ізборник Святослава» 1073 року, що містив збірку витягів з біблійних книг і творів візантійських богословів та проповідників, відомості з природничих наук, етики, перелік рекомендованих і заборонених Церквою книг тощо. Першим друкованим довідником енциклопедичного змісту став «Лексіконъ славеноросскій и именъ тлъкованіє» Памви Беринди (1627) — старослов'янсько-український словник і алфавітна збірка тлумачень європейських, грецьких та інших власних назв з біблійної історії.
Історія видання довідкової історичної літератури в Україні розпочинається у XVII столітті з виходу «Синопсиса» (1674 р.) — першого короткого систематичного викладу історичних подій в Україні та Росії з найдавніших часів до останньої чверті XVII століття. Додаток до книжки містив відомості за кілька століть про князів, воєвод, київських митрополитів. Автором «Синопсиса» був відомий український історик, культурний діяч І. Ґізель. Упродовж XVII–XIX століть «Синопсис» витримав кілька десятків видань.
Першим створювачем українського енциклопедичного словника у 1836 р. став Маркевич Микола Андрійович.
Своєрідним енциклопедичним виданням з історії українського народу і в цілому з проблем українознавства була підготовлена після видання першого тому «Історії України» у 1898 р. за ініціативою видатного українського історика М. Грушевського двотомна праця «Украинский народ в его прошлом и настоящем».
У 1927 році було засновано видавництво «Українська Радянська Енциклопедія» (УРЕ). Серед його фундаторів — Всеукраїнська академія наук (тепер НАН України) та Наркомат освіти республіки. Першим головним редактором став відомий державний діяч, академік ВУАН М. О. Скрипник. Видавництво розпочало випуск перших томів Української Енциклопедії, однак за традиційним у ті часи звинуваченням в «українському буржуазному націоналізмі» та «шкідництві» діяльність УРЕ було припинено. В 1944—48 роках мала місце друга спроба відновити єдину енциклопедичну інституцію в Україні, проте лише 1957 знову постало енциклопедичне видавництво — Головна редакція Української радянської енциклопедії у складі АН УРСР. Її організатором та головним редактором (до 1983) був видатний діяч культури, академік АН УРСР М. П. Бажан. 1989 року Головну редакцію УРЕ перетворено на видавництво «Українська радянська енциклопедія» з присвоєнням йому імені М. П. Бажана. Серед визначних учених, які входили до складу Головної редколегії УРЕ, були академіки В. М. Корецький, Б. М. Бабій та інші. За роки своєї діяльності видавництво випустило сотні томів різних видань: першу в історії українського народу Українську Радянську Енциклопедію (УРЕ: 1-е вид. — т. 1-17, 1959-65; 2-е вид. — т. 1-12, 1977—85), Український Енциклопедичний Словник (1-е вид. — т. 1-3, 1964—67; 2-е вид. — т. 1-3, 1986—87); фундаментальну «Історію міст і сіл Української РСР» (т. 1-26, 1967-74), «Історію Академії наук Української РСР» (т. 1—2, 1976—77); багатотомні енциклопедії історії України, народного господарства, сільського господарства, кібернетики, мистецтва, літератури тощо; енциклопедичні словники — юридичний, політичний, філософський, економічний тощо.
У 1955—1984 роках у Нью-Йорку випущено унікальну багатотомну «Енциклопедію українознавства» за редакцією В.Кубійовича. У десяти томах цього видання висвітлена історія України з найдавніших часів до 60-х років XX століття, широко представлена історична біографістика.
УСЕ — універсальний словник-енциклопедія містить близько 25000 статей, 3200 ілюстрацій, фото, карт, схем, таблиць: найновіші факти, історія та сучасність, наука і техніка, культура і спорт, географія і медицина, персоналії та реалії, Україна і світ. Підготовлено на основі міжнародного проєкту EUROPEDIA, автор проєкту шведський енциклопедист, засновник і президент Шведської Академії Вербовізуальної Інформації Свен Лідман. В Україні виходить регулярно від 2001.
У 2012 році вийшло унікальне енциклопедичне видання «Морська енциклопедія Одеси» про розвиток мореплавства, морського порту й пов'язаних галузей в Одесі.
2 січня 2013 року Президент України Віктор Янукович доручив Кабінету Міністрів забезпечити підготовку і видання до 2020 року Великої української енциклопедії, для чого на базі видавництва «Українська енциклопедія» імені М. П. Бажана має бути створено Енциклопедичне видавництво імені М. П. Бажана.
Нині найбільшим енциклопедичним проєктом в Україні, який реалізується з постанням незалежності, є Енциклопедія сучасної України.